# العملاق الودود الضخم (فلم 2016)
العملاق الودود الضخم هو فيلم مغامرة تم إنتاجه في الولايات المتحدة صدر في سنة 2016 في شهر أغسطس. الفيلم من إخراج ستيفن سبيلبرغ من بطولة مارك رايلانس وريبيكا هول وبيل هادر وجيماين كليمان وروبي بارنيل.

## القصة
صوفي فتاة بالغة الحذر، ومنكفئة على نفسها، تصادف في يوم من الأيام العملاق الودود الضخم الذي يتضح مع الوقت أن مظهره يختلف تمامًا عن جوهره، وبالرغم من مظهره المخيف، إلا أنه طيب وودود للغاية على خلاف أقرانه من العمالقة الذين يمقتونه بسبب رفضه لالتهام الصبية والفتيات مثلهم، وتتوثق العلاقة أكثر فأكثر بين صوفي والعملاق.

## الميزانية والإيرادات
بلغت تكلفة إنتاج الفيلم حوالي 130 مليون دولار.
والإيرادات حوالى 50 مليون دولار

## وصلات خارجية
- مقالات تستعمل روابط فنية بلا صلة مع ويكي بيانات